# Projekt Stephan
Das Projekt Stephan ist eine Bezeichnung im Zusammenhang mit der unterirdischen Produktion der
Vergeltungswaffe 1 durch die Volkswagenwerk G.m.b.H.
Geplante Produktionsorte waren:
- ehemalige Erzgrube bei Tiercelet – siehe KZ-Außenlager Thil
- unbenutzter Bahntunnel bei Dernau – siehe KZ-Außenlager Rebstock